# Мазовше-Парцеле
Мазовше-Парцеле — деревня в гмине Черниково Торуньского повета Куявско-Поморского воеводства в центральной части севера Польши.